# Yuliana Al-Sadek
Yuliana Al-Sadek –en árabe, جوليانا الصادق– (Amán, 9 de diciembre de 1994) es una deportista jordana que compite en taekwondo.
Ganó una medalla en el Campeonato Mundial de Taekwondo de 2023 y tres medallas en el Campeonato Asiático de Taekwondo entre los años 2018 y 2022. En los Juegos Asiáticos de 2018 consiguió una medalla de oro.

## Palmarés internacional
| Campeonato Mundial  | Campeonato Mundial           | Campeonato Mundial | Campeonato Mundial |
| Año                 | Lugar                        | Medalla            | Categoría          |
| ------------------- | ---------------------------- | ------------------ | ------------------ |
| 2023                | Bakú (Azerbaiyán)            | Medalla de plata   | –67 kg             |
| Juegos Asiáticos    |                              |                    |                    |
| Año                 | Lugar                        | Medalla            | Categoría          |
| 2018                | Yakarta (Indonesia)          | Medalla de oro     | –67 kg             |
| Campeonato Asiático |                              |                    |                    |
| Año                 | Lugar                        | Medalla            | Categoría          |
| 2018                | Ciudad Ho Chi Minh (Vietnam) | Medalla de plata   | –67 kg             |
| 2021                | Beirut (Líbano)              | Medalla de oro     | –67 kg             |
| 2022                | Chuncheon (Corea del Sur)    | Medalla de oro     | –67 kg             |